# Slittino
Uno slittino è una piccola slitta per una o due persone, sulla quale si viaggia in posizione supina con i piedi in avanti e su piste ghiacciate. Per curvare si flettono i pattini usando i piedi (premendo sulla parte curva, che è flessibile), o si tirano delle cinghie attaccate ai pattini, o si esercita pressione sul sedile con la spalla opposta alla direzione di curva desiderata. Il termine "slittino" è utilizzato anche per indicare il nome dello sport nel quale si gareggia con questo tipo di attrezzo.

## Storia
La storia dello slittino è più che millenaria, infatti già i vichinghi nel IX secolo usavano slitte biposto per spostarsi; le più antiche slitte giunte intatte ai giorni nostri sono quelle rinvenute nel ritrovamento della nave di Oseberg avvenuto nel 1904. Le prime gare di cui si hanno notizia risalgono al 1480 in Norvegia ed al 1552 presso i Monti Metalliferi, zona attualmente di confine tra la Germania e la Repubblica Ceca. La prima competizione di livello internazionale di cui si ha traccia ebbe luogo il 12 febbraio 1883 in Svizzera, su una pista lunga più di quattro chilometri che collegava Davos e Klosters, e sulla quale si sfidarono atleti provenienti da sei nazioni differenti.
Nel 1913 venne fondata a Dresda la Internationale Schlittensportverband, ossia la "Federazione Internazionale degli Sport con Slitte", e già l'anno successivo a Reichenberg, l'odierna Liberec, si tennero i primi campionati europei, unicamente maschili, e nei quali si disputarono la gara del singolo e del doppio. La prima gara internazionale aperta anche alle donne fu in occasione della gara femminile del singolo durante la seconda edizione dei campionati continentali a Schreiberhau, oggi conosciuta con il nome di Szklarska Poręba.
Nel 1935 la sezione di slittino della Internationale Schlittensportverband venne incorporata nella Fédération Internationale de Bobsleigh et de Tobogganing (FIBT). Dopo che il Comitato Olimpico Internazionale nel congresso tenutosi ad Atene nel 1954 decise la sostituzione dello skeleton con lo slittino ai Giochi olimpici, venne disputato il primo campionato mondiale, ad Oslo nel 1955, in cui si tennero le gare del singolo maschile e femminile e del doppio.
Il 25 gennaio 1957 a Davos venne fondata la Fédération Internationale de Luge de Course (FIL) che nello stesso anno entrò a far parte delle federazioni riconosciute dal CIO. Le gare di slittino, nelle specialità del singolo maschile e femminile e del doppio, comparvero nel programma dei Giochi olimpici invernali ad Innsbruck nel 1964.

## Tipologia
Quando si parla di slittino si intende normalmente quello disputato su pista artificiale, ossia la versione più famosa a livello agonistico e che ha dignità olimpica; in questa disciplina i tracciati sono caratterizzati da lunghi rettilinei, curve paraboliche e spesso anche da kreisel. Di norma attualmente questi circuiti sono costruiti in muratura e refrigerati artificialmente, ma non mancano anche oggi esempi di piste artificiali, cioè create scavando, adattando e modellando il ghiaccio presente sul percorso, ma con poche o nulle costruzioni murarie o permanenti, e refrigerate naturalmente, la più famosa delle quali è senza dubbio quella situata a Sankt Moritz; agli esordi della disciplina quest'ultimo tipo di tracciati erano la norma.
Esistono però anche altre tipologie di slittino: quello su pista naturale, in cui i tracciati sono ricavati da sentieri esistenti o strade di montagna; in questo tipo di competizione i pattini dello slittino possono correre esclusivamente su una superficie orizzontale e le curve paraboliche o comunque con strati ghiaccio artificialmente ammassati non sono consentite, la refrigerazione delle piste è esclusivamente naturale. Oltre a questo, vi è anche lo slittino su strada, che si disputa su piste asfaltate ed al posto delle lamine dei pattini vengono montate una serie di piccole rotelle, oppure lo Zipflbob o il Böckl, anch'esse piccole slitte ma di diversa fattura rispetto al classico slittino.

## Agonismo
In questo paragrafo, come nei successivi, verrà trattato unicamente lo slittino su pista artificiale, che per semplicità verrà indicato con il nome con cui è universalmente conosciuto, ovverosia slittino. L'attività agonistica internazionale è organizzata dalla Federazione Internazionale Slittino (FIL).
Tutte le gare di slittino prevedono il passaggio cronometrato degli atleti, in successione, lungo lo stesso tracciato e alla fine della competizione vengono sommati i tempi ottenuti dagli stessi atleti per ogni manche di cui si compone la gara. La discesa è possibile solo stando in posizione seduta o supina sulla slitta e mantenendo i piedi in avanti, ma comunque gli atleti stanno il più possibile in posizione orizzontale, per cercare la massima aerodinamicità e guidano l'attrezzo lungo il tracciato spostando il loro peso corporeo a destra o a sinistra in modo da incidere più su un pattino rispetto all'altro ed agendo con i piedi sulla parte curva del pattino che è flessibile. Durante la discesa è obbligatorio essere sempre in contatto con la slitta, anche in caso di schianto contro le pareti della pista o di ribaltamento, pena la squalifica; allo stesso modo è vietato spingersi, tranne nella fase di partenza, detta appunto "di spinta", o percorrere a piedi tratti di gara.
Le diverse specialità (singolo, doppio, gara a squadre, prove sprint) si corrono lungo lo stesso tracciato e seguono sempre lo stesso principio base di competizione, anche se differiscono l'una dall'altra per alcuni specifici dettagli regolamentari.

### Tipi di gara

#### Singolo
La gara del singolo è l'unica disciplina di cui esiste la suddivisione tra competizioni per gli uomini e per le donne, si corre normalmente su due manche, eccezion fatta per i Giochi olimpici in cui si gareggia lungo quattro discese, sommando i tempi delle varie prove. La sola differenza tra le gare è data dalla lunghezza del tracciato, che di norma per le donne è un po' più corta, facendo partire la gara femminile da un punto più in basso della pista rispetto alla gara del singolo maschile. La misura del tracciato non può comunque essere inferiore ai 1000 metri per gli uomini ed agli 800 metri per le donne.

#### Doppio
La gara del doppio è aperta ad ambo i sessi, non disciplinando in alcun modo la composizione della coppia. Di fatto però i componenti del doppio sono quasi esclusivamente uomini per via del maggior peso e potenza in spinta che rende più conveniente per le squadre schierare atleti di sesso maschile. Le competizioni si disputano sempre su due manche ed anche in questo caso viene fatta la somma dei tempi di entrambe le discese; sia la partenza della gara sia la lunghezza minima del percorso sono equivalenti a quelle previste per il singolo femminile, salvo alcune eccezioni come ad Altenberg ove è prevista una rampa di partenza per ciascuna specialità. Tra una manche e l'altra non sono consentite sostituzioni in seno ai componenti della coppia.
Nell'estate del 2017 il Comitato Olimpico Internazionale annunciò la decisione di introdurre la specialità del doppio femminile ai Giochi olimpici giovanili di Losanna 2020 per una questione di parità di genere e favorire dunque una maggiore partecipazione delle donne all'evento olimpico. Josef Fendt, presidente della FIL, conseguentemente fece richiesta per l'inserimento di questa specialità anche nel programma delle Olimpiadi fin da Pechino 2022. Il 27 dicembre 2017 si tennero i primi test che coinvolsero atleti della categoria giovanili, principalmente mirati a valutare le caratteristiche e le prestazioni della nuova slitta e ad assicurare alle atlete la massima sicurezza. L'ufficializzazione di questa nuova disciplina avvenne con l'inserimento nel calendario delle gare di Coppa del Mondo della categoria giovani a partire dalla stagione 2018/19.
Il 14 dicembre 2019, durante la terza tappa della Coppa del Mondo 2019/20 svoltasi a Whistler, in Canada, vi fu la prima partecipazione in assoluto di una coppia tutta al femminile ad aver mai preso parte a una gara di Coppa del Mondo nella disciplina biposto, che a livello senior era ancora una disciplina ambosessi: le atlete canadesi Caitlin Nash e Natalie Corless, ambedue sedicenni, gareggiarono con i colleghi maschi concludendo entrambe le manche e classificandosi al ventiduesimo posto e vincendo inoltre la medaglia di bronzo nel campionato pacifico-americano.

#### Gara a squadre
A differenza delle due precedenti tipologie, che sono presenti nei programmi delle varie competizioni nazionali ed internazionali fin dalle prime edizioni, questo tipo di gara è molto più recente, essendo stato introdotto per la prima volta agli europei del 1988. La Gara a squadre nel corso degli anni ha subito alcuni mutamenti organizzativi: inizialmente era previsto che per questa gara ogni nazione facesse scendere due atleti nel singolo uomini, due atlete nel singolo donne e un doppio, veniva quindi assegnato un punteggio ad ogni atleta in base al suo posizionamento nella rispettiva disciplina e quindi veniva fatta la somma dei punti. Nel 1999 la FIL ha ridotto il numero dei componenti stabilendo che ogni squadra sarebbe stato composta da un singolo uomini, un singolo donne e un doppio. Dal 2001 venne accantonato il sistema dei punti optando per la disputa di un'unica manche di singolo uomini, singolo donne e doppio e dalla semplice somma dei tempi ottenuti dai vari atleti nella loro discesa. Dal 2008, infine, pur rimanendo invariato il numero delle discese previste, è cambiata la formula di gara: gli atleti di ciascun team partono in successione dal cancelletto di partenza normalmente utilizzato per la gara del singolo femminile e del doppio, attendendo il via che viene dato dal compagno di squadra partito immediatamente prima mediante il tocco di un pannello posto sopra la linea del traguardo che attiva l'apertura automatica del suddetto cancelletto, senza dunque l'interruzione dei tempi tra una discesa e l'altra dei vari membri dello stesso team; per questo motivo la gara a squadre è ora chiamata anche "staffetta".

#### Sprint
Istituita per la prima volta durante la Coppa del Mondo del 2014/15, questa nuova specialità, che prevede prove del doppio, del singolo maschile e di quello femminile, consiste in una singola discesa sul tracciato, ma il tempo viene preso a partire da circa 100/150 metri più in basso rispetto alla rampa di partenza. Alla gara possono prendere il via solo i primi quindici classificati delle "classiche" gare del singolo uomini e donne e del doppio disputate in quella stessa tappa del circuito di Coppa.

### Competizioni

#### Giochi olimpici

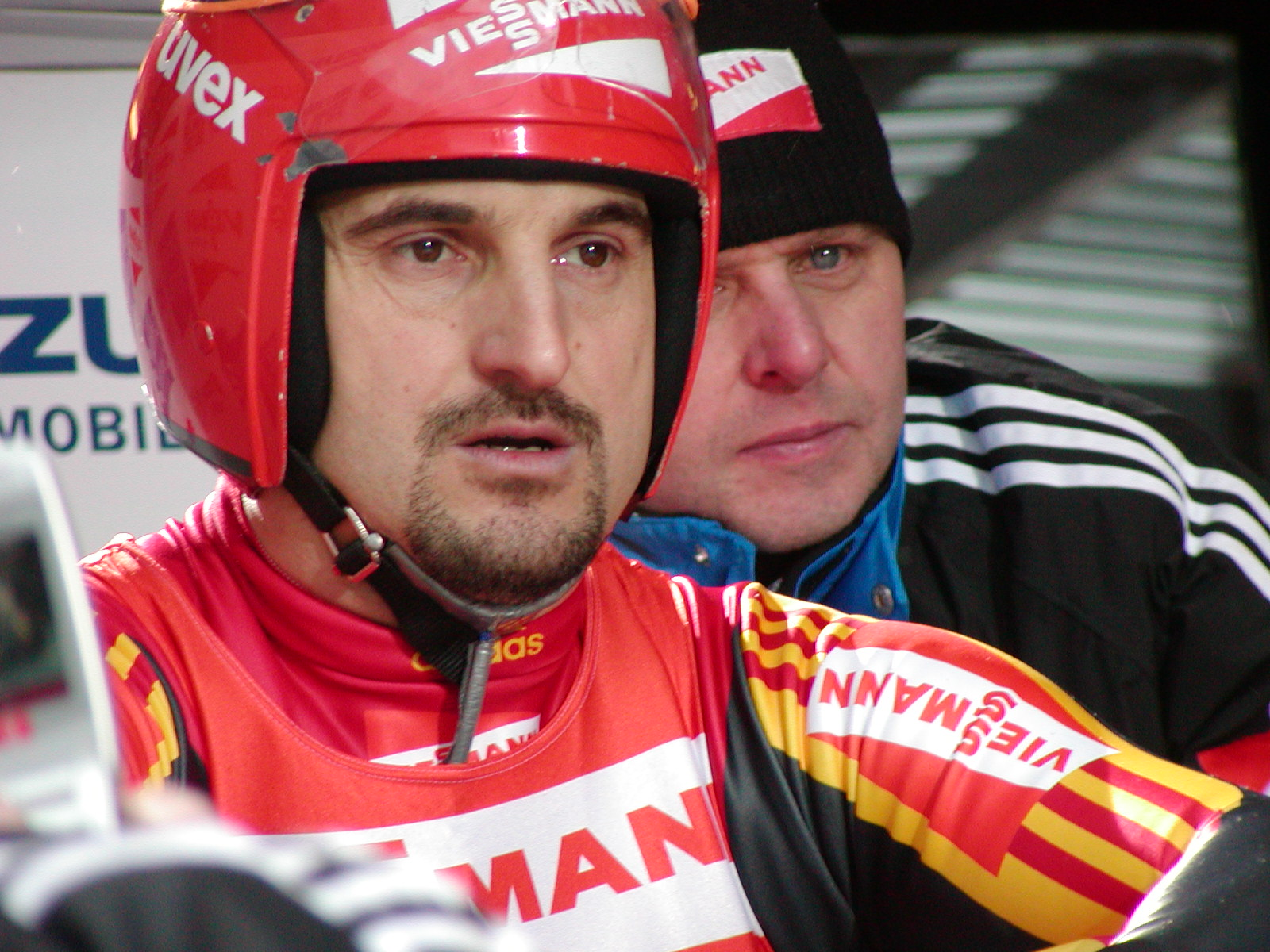
il tedesco Georg Hackl alla partenza di una gara nel 2005

Lo slittino ottenne l'approvazione a far parte del programma dei Giochi da parte del Comitato Olimpico Internazionale nel congresso del 1954 ed in occasione dei IX Giochi olimpici invernali di Innsbruck 1964 fece il suo esordio. Sin dalla prima apparizione le gare che si tennero furono il singolo uomini, il singolo donne e il doppio; da Soči 2014 è stata inclusa nel programma olimpico anche la gara a squadre.
Gli slittinisti che hanno ottenuto i migliori risultati in occasione dei Giochi olimpici sono il tedesco Georg Hackl, con 3 medaglie d'oro e 2 d'argento nel singolo in sei edizioni disputate, mentre a quota sei medaglie è l'italiano Armin Zöggeler (2, 1, 3) conquistate tutte nel singolo che è diventato il primo atleta nella storia olimpica (sia estiva che invernale) ad ottenere una medaglia individuale, nella stessa disciplina, in sei edizioni consecutive dei Giochi. I teutonici Stefan Krauße e Jan Behrendt (2, 1, 1) sono i più titolati nella specialità del doppio, avendo conquistato insieme ben quattro podi. Da non dimenticare anche il tedesco Thomas Köhler e l'azzurro Paul Hildgartner, gli unici due atleti ad aver conquistato l'oro sia nel singolo sia nel doppio; tra le donne primeggiano le tedesche Steffi Walter e Sylke Otto, entrambe vincitrici di due medaglie d'oro nel singolo, e le altre teutoniche Silke Kraushaar-Pielach e Tatjana Hüfner, che hanno conquistato tre medaglie: una per ogni tipologia di metallo.

#### Mondiali

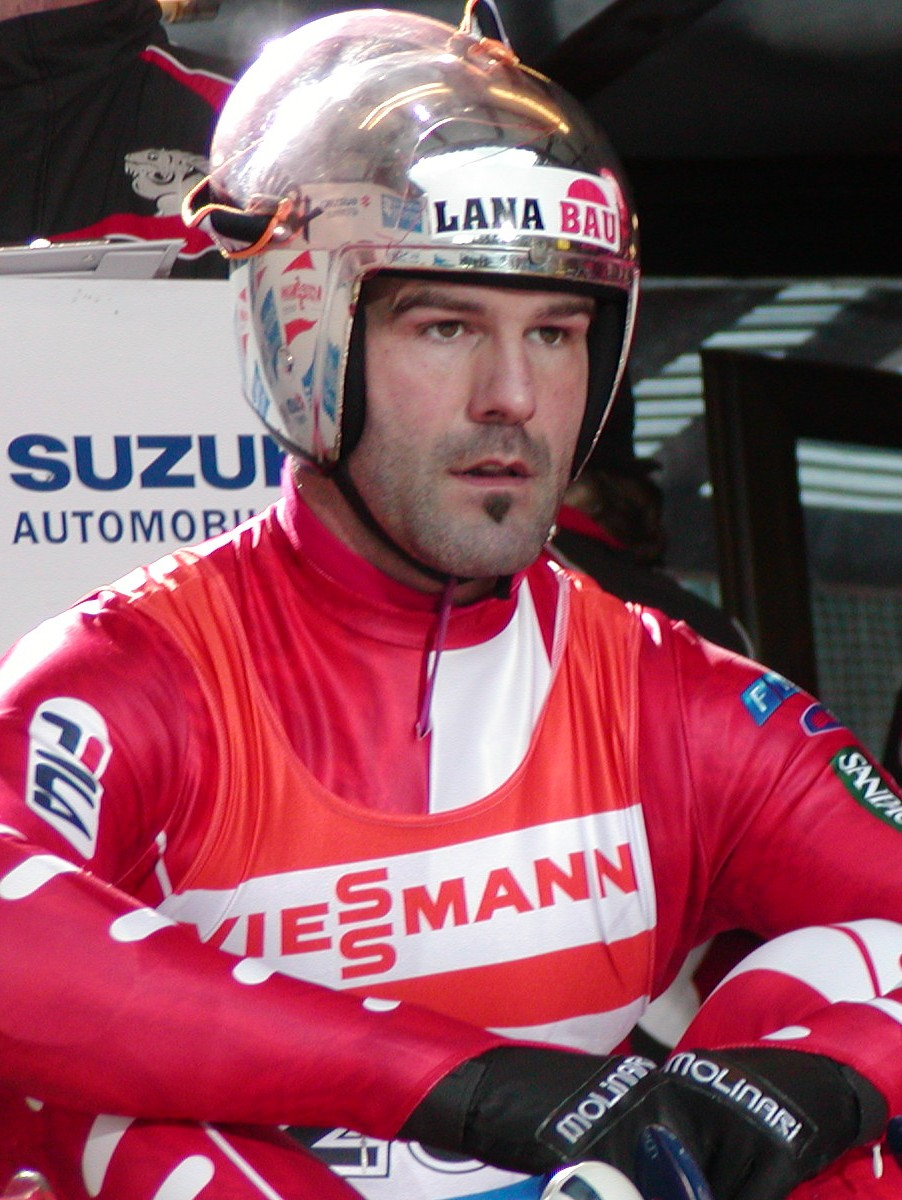
l'italiano Armin Zöggeler alla partenza di una gara nel 2005

I primi campionati mondiali di slittino, si svolsero nel 1955 ad Oslo, in Norvegia, con atleti in rappresentanza di otto nazioni. Fecero parte del programma di gare esclusivamente il singolo uomini, il singolo donne e il doppio. Dall'edizione del 1989 tenutasi a Winterberg, nell'allora Germania occidentale, è entrata a far parte del programma di gare iridate anche la gara a squadre. I mondiali si svolgono con cadenza annuale, eccezion fatta per gli anni in cui si disputano le Olimpiadi invernali, anni nei quali non si compete per il titolo iridato, e per un breve periodo dal 1981 al 1989 in cui la FIL aveva deciso di disputarli ogni due anni.
La Federazione Internazionale Slittino organizza inoltre i campionati mondiali juniores e la prima edizione si tenne a Lake Placid, negli Stati Uniti d'America, nel 1982; fino al 1990 avevano cadenza biennale, ma dall'anno successivo sono diventati un appuntamento annuale.
L'atleta più decorato ai mondiali è il tedesco Georg Hackl, con 10 medaglie d'oro, 10 d'argento e 2 di bronzo; nel singolo uomini l'italiano Armin Zöggeler è il più vincente con 6 titoli iridati al suo attivo seguito dal tedesco Felix Loch con 5 allori conquistati nel singolo e uno nella specialità sprint, mentre nel doppio sono i teutonici Stefan Krauße, Jan Behrendt, Patric Leitner ed Alexander Resch, con 4 medaglie d'oro ciascuno, a comandare la classifica dei plurititolati. In campo femminile il palmarès più ricco è quello della tedesca Sylke Otto con 6 ori, 3 argenti e 3 bronzi, mentre considerando solo le vittorie nel singolo donne la più vincente è Tatjana Hüfner con 5 allori iridati, seguono le altre tedesche Margit Schumann e la stessa Otto a quota 4 titoli mondiali.

#### Europei

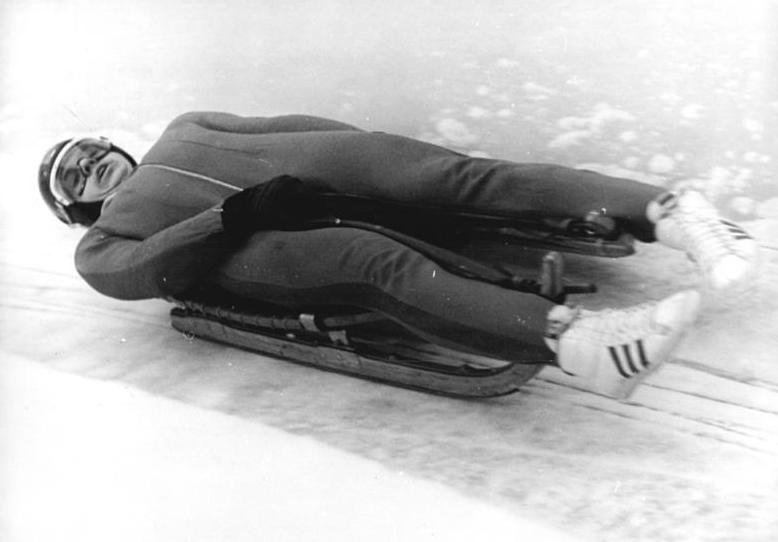
il tedesco Hans Rinn in gara ad Oberhof nel 1974

È la manifestazione più longeva, i primi campionati europei di slittino si svolsero nel 1914 a Reichenberg, nell'allora Boemia, oggi chiamata Liberec e situata in Repubblica Ceca, aperti unicamente agli uomini, e nei quali si disputarono la gara del singolo e del doppio. Per assistere all'esordio della gara femminile del singolo si dovette attendere per ben quattordici anni, quando si tenne la seconda edizione dei campionati continentali a Schreiberhau, allora in Germania, ma oggi cittadina polacca denominata Szklarska Poręba. Dall'edizione del 1988 tenutasi a Schönau am Königsee, nell'allora Germania occidentale, è entrata a far parte del programma di campionati europei anche la gara a squadre. Dal 2012 gli europei si svolgono con cadenza annuale nell'ambito di una delle tappe che compongono la stagione di Coppa del Mondo, ma nel corso della loro storia si sono tenuti con varia frequenza, precedentemente infatti, e precisamente dal 1980, i campionati europei di slittino avevano cadenza biennale, mentre ancora prima la competizione si disputava annualmente, salvo sporadici periodi in cui non ebbe luogo tale manifestazione.
Sempre sotto l'egida della FIL si tengono anche i campionati europei juniores, che si svolsero per la prima volta nel 1955 a Davos, in Svizzera, ma vennero soppressi nel 1989, soppiantati dai campionati mondiali di categoria. Dall'anno 2011 sono stati nuovamente ripristinati come appuntamento annuale.
Gli atleti più vincenti agli europei sono i tedeschi Hans Rinn, Georg Hackl e Silke Kraushaar-Pielach con 7 titoli continentali conquistati; da ricordare inoltre l'austriaca Maria Isser, l'unica donna ad aver mai conquistato un titolo continentale nel doppio, oltre ad altre quattro medaglie d'oro nel singolo.

#### Coppa del Mondo
La Coppa del Mondo è un circuito internazionale annuale che assegna un trofeo per ognuna delle discipline previste. Ogni stagione si articola lungo un calendario nel quale si succedono "tappe" in varie piste di slittino europee, nordamericane ed asiatiche, ognuna delle quali ospita gare di tutte le varie specialità, fatta salva la gara a squadre, che si disputa solo in alcune di queste tappe. In ogni gara vengono assegnati punteggi in base alla classifica all'arrivo; la somma dei punteggi determina le classifiche di Coppa. Ai vincitori viene consegnato un apposito trofeo: la coppa di cristallo.
La Coppa del Mondo debuttò nella stagione 1977/78, fin dalla sua prima edizione le specialità in cui si gareggia sono il singolo uomini, il singolo donne e il doppio. Oltre a queste tre prove, dall'edizione 2003/04 è stata introdotta la gara a squadre e da quella 2014/15 sono state istituite le prove sprint. Come tutte le altre Coppe del Mondo degli sport invernali, anche quella di slittino deriva la sua formula da quella ideata nel 1966/67 per lo sci alpino.
Anche di questa competizione esiste la controparte relativa alle categorie giovanili: esiste infatti la Coppa del Mondo juniores e quella giovani che si disputano con le stesse modalità previste per quella assoluta ed ha anch'essa cadenza annuale. Istituite per la prima volta nel 1988, sono entrate a far parte in pianta stabile del programma relativo alle categorie giovanili dello slittino dalla stagione 1997/98.
Nell'ambito della Coppa del Mondo l'atleta più titolato in campo maschile è l'italiano Norbert Huber, che vanta undici trofei di cristallo ed è l'unico ad aver trionfato sia nel singolo sia nel doppio. Considerando invece i record per le sole specialità, nel singolo maschile hanno conquistato dieci Coppe ciascuno l'austriaco Markus Prock e l'azzurro Armin Zöggeler, nel doppio vantano otto successi i due italiani compagni di coppia Norbert Huber ed Hansjörg Raffl, mentre nel singolo femminile hanno ottenuto cinque trofei le tedesche Silke Kraushaar-Pielach e Tatjana Hüfner.

## Equipaggiamento

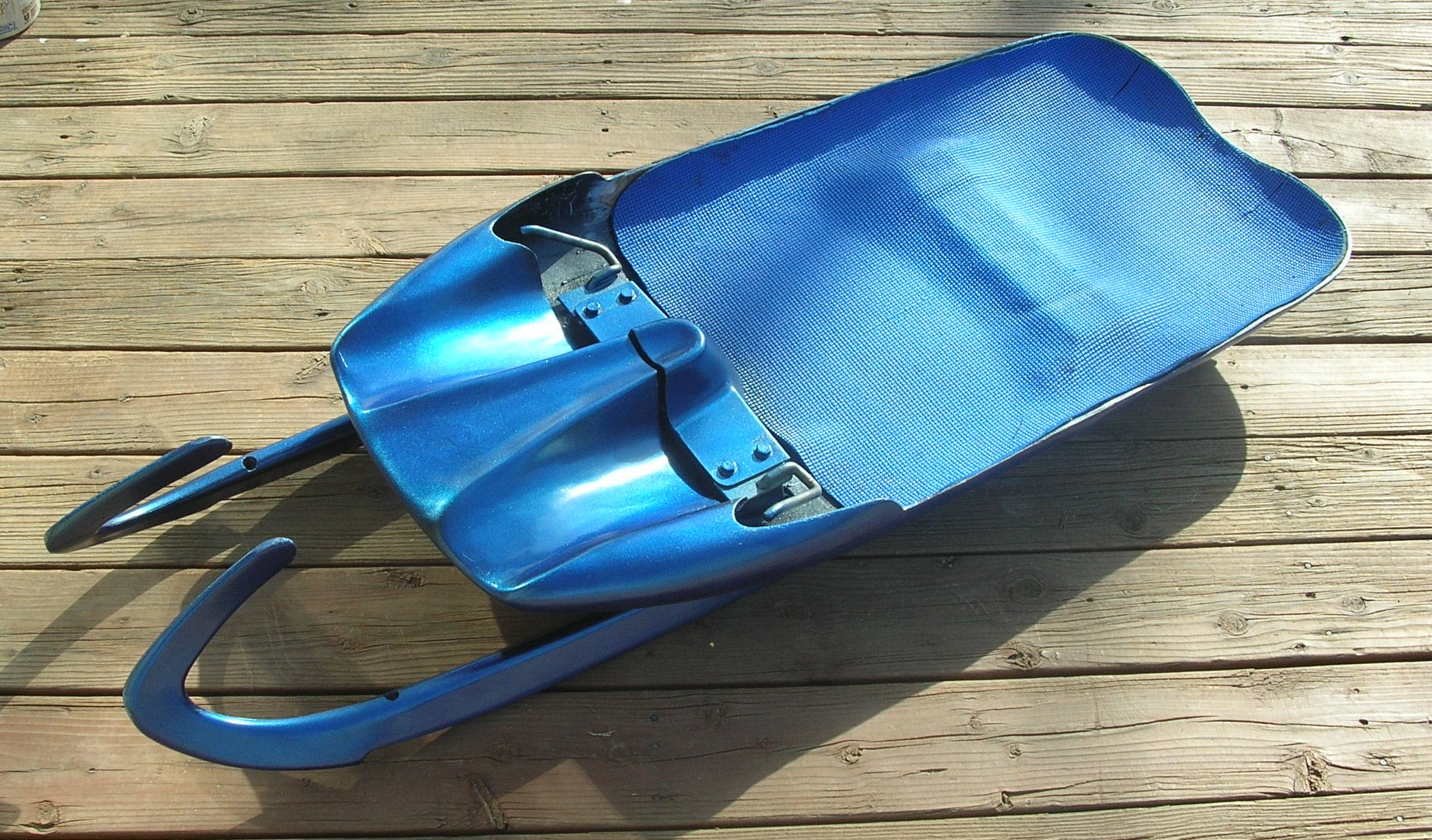
Uno slittino singolo

### Slittino
Per praticare questa disciplina viene usato uno slittino; la lunghezza e il peso sono variabili, anche a seconda del fatto che siano omologate per un solo atleta o per le discese del doppio ed entro comunque dei limiti ben stabiliti dalla federazione; le lamine che si usano per far scivolare la slitta vengono montate direttamente sui pattini e queste non possono essere riscaldate. Anche tutti gli altri dettagli costruttivi sono specificati dal regolamento FIL.

### Abbigliamento
Accanto all'attrezzatura tecnica indispensabile per la pratica dello sport, gli slittinisti indossano abitualmente un abbigliamento specifico, atto a migliorare tanto la comodità quanto la sicurezza sulla pista.

#### Tuta
La tuta da slittino veste integralmente lo slittinista ed è cucita in un pezzo unico e realizzata in modo da risultare il più aderente possibile e, quindi, aerodinamica. È sempre corredata da un paio di scarpe da slittino approvate dalla FIL.

#### Casco
È obbligatorio per ogni atleta indossare i caschi, i quali necessitano di un'omologazione specifica da parte della FIL. Sui caschi è sempre montata una visiera, solitamente in plastica trasparente, ma alcuni atleti preferiscono una visiera colorata, per proteggere gli occhi e migliorare la visibilità, spesso insufficiente visto che lo slittino è uno sport che si pratica all'aperto, in cui si raggiungono alte velocità e su piste ghiacciate che quindi riflettono la luce del sole o delle luci che illuminano il percorso.

#### Guanti
Tutti gli atleti utilizzano dei guanti per coprire le mani, su questi guanti sono inseriti dei piccoli chiodi della lunghezza di cinque millimetri che servono allo slittinista soprattutto durante la fase di partenza per avere sufficiente presa sul ghiaccio quando l'atleta si spinge nel tratto iniziale del percorso.

## Le piste
Le competizioni di slittino vengono ospitate in catini ghiacciati e i tracciati sono un susseguirsi di rettilinei, chicane, curve più o meno sinuose, paraboliche e in alcuni casi addirittura kreisel, dal tedesco "chiocciola", tratto della pista formato da una singola curva continua con un angolo talmente ampio da far sì che l'uscita di detta curva passi sotto al suo ingresso. Normalmente i circuiti sono costruiti in muratura e refrigerati artificialmente, ma non mancano le piste scavate direttamente nel ghiaccio e quindi refrigerate in maniera naturale. Tra quelli che hanno ospitato gare di Coppa del Mondo, dei mondiali, degli europei o dei Giochi olimpici figurano:
Austria
- Igls (Tirolo), Kunsteisbahn Bob-Rodel Igls
- Imst (Tirolo), pista di bob, slittino e skeleton di Imst dismessa

Bosnia ed Erzegovina
- Sarajevo (Sarajevo), pista olimpica di bob e slittino di Sarajevo dismessa

Canada
- Calgary (Alberta), pista del Canada Olympic Park dismessa
- Whistler (Columbia Britannica), Whistler Sliding Centre

Cina
- Yanqing (Pechino), National Sliding Centre

Corea del Sud
- Daegwallyeong-myeon (Pyeongchang), Alpensia Sliding Centre

Francia
- La Plagne (Rodano-Alpi), pista di bob, slittino e skeleton di La Plagne
- Villard-de-Lans (Rodano-Alpi), pista di slittino di Villard-de-Lans dismessa

Germania
- Altenberg (Sassonia), ENSO-Eiskanal Altenberg
- Oberhof (Turingia), Rodelbahn Oberhof
- Schönau am Königssee (Baviera), Deutsche Post Eisarena Königssee
- Winterberg (Renania Settentrionale-Vestfalia), Bobbahn Winterberg
- Zwickau (Sassonia), Rennrodelbahn Zwickau dismessa

Giappone
- Iizuna (Nagano), pista Spiral
- Sapporo (Hokkaidō), pista di slittino di Teineyama dismessa

Italia
- Cesana Torinese (Piemonte), pista Cesana Pariol dismessa
- Cortina d'Ampezzo (Veneto), pista olimpica Eugenio Monti dismessa
- Valdaora (Trentino-Alto Adige), pista Panorama dismessa

Lettonia
- Sigulda, pista di bob, slittino e skeleton di Sigulda

Norvegia
- Lillehammer (Østlandet), Lillehammer Olympiske Bob- og Akebane
- Oslo (Østlandet), Korketrekkeren dismessa

Russia
- Krasnaja Poljana (Circondario federale meridionale), Sliding Center Sanki
- Paramonovo (Circondario federale centrale), Paramonovo International Luge and Bobsleigh Complex dismessa

Slovacchia
- Tatranská Lomnica (Poprad), pista di slittino di Tatranská Lomnica dismessa

Stati Uniti d'America
- Lake Placid (New York), Mt. Van Hoevenberg Olympic Bobsled Run
- Park City (Utah), Pista dello Utah Olympic Park

Svezia
- Hammarstrand (Jämtland), pista di slittino di Hammarstrand dismessa

Svizzera
- Sankt Moritz (Cantone dei Grigioni), Olympia Bobrun St. Moritz-Celerina

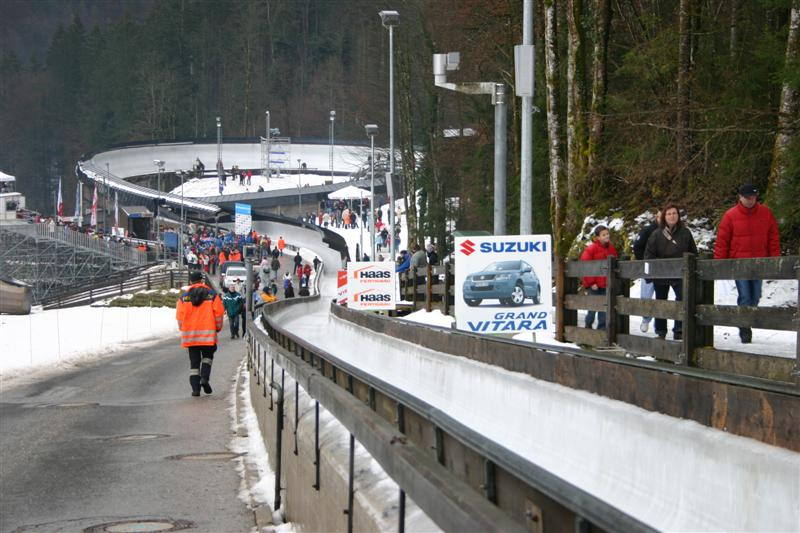
Veduta del Turbodrom, il celebre "kreisel" della Pista di Königssee, in Germania
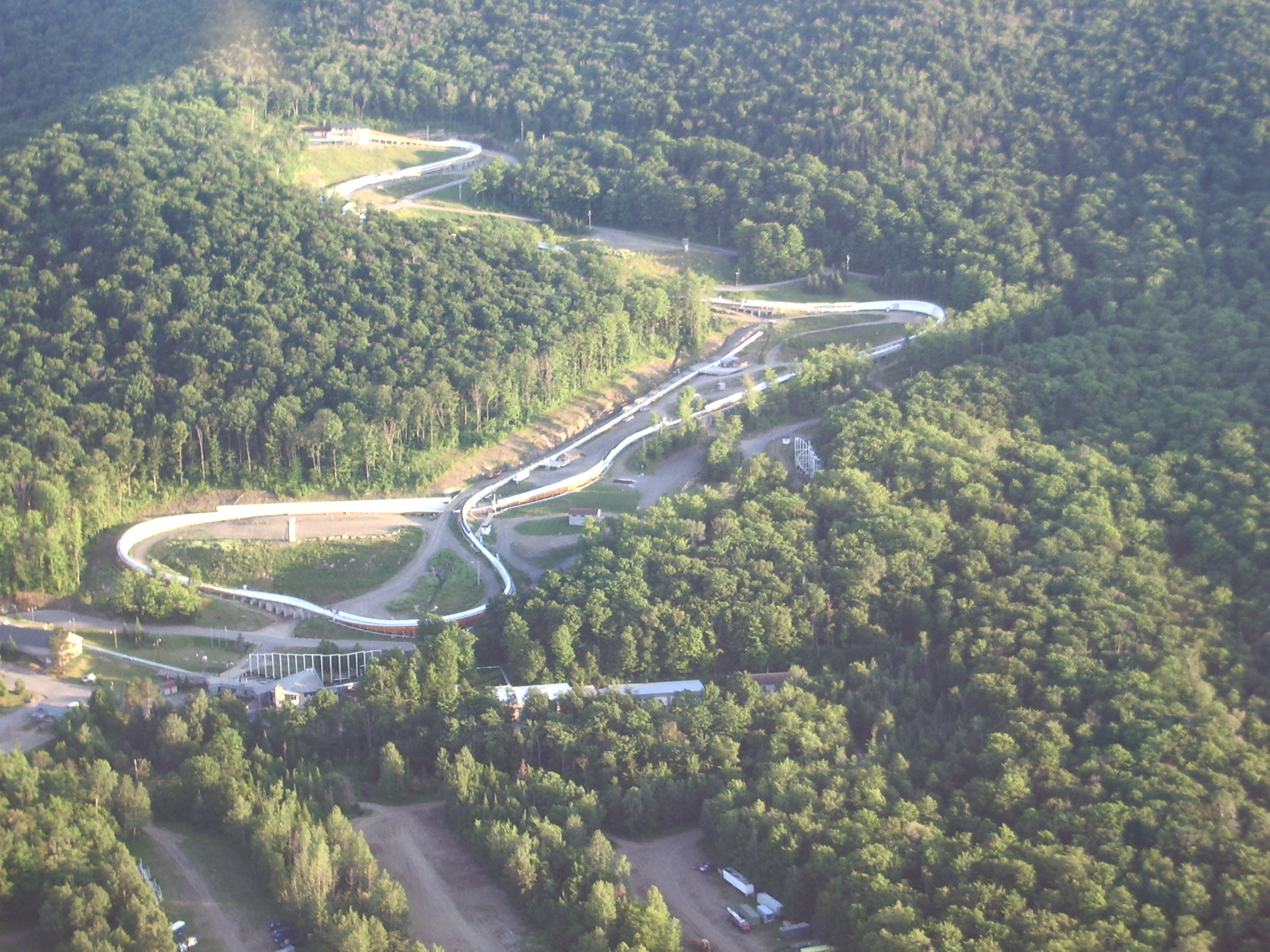
Veduta aerea della pista olimpica di Lake Placid, nello stato di New York
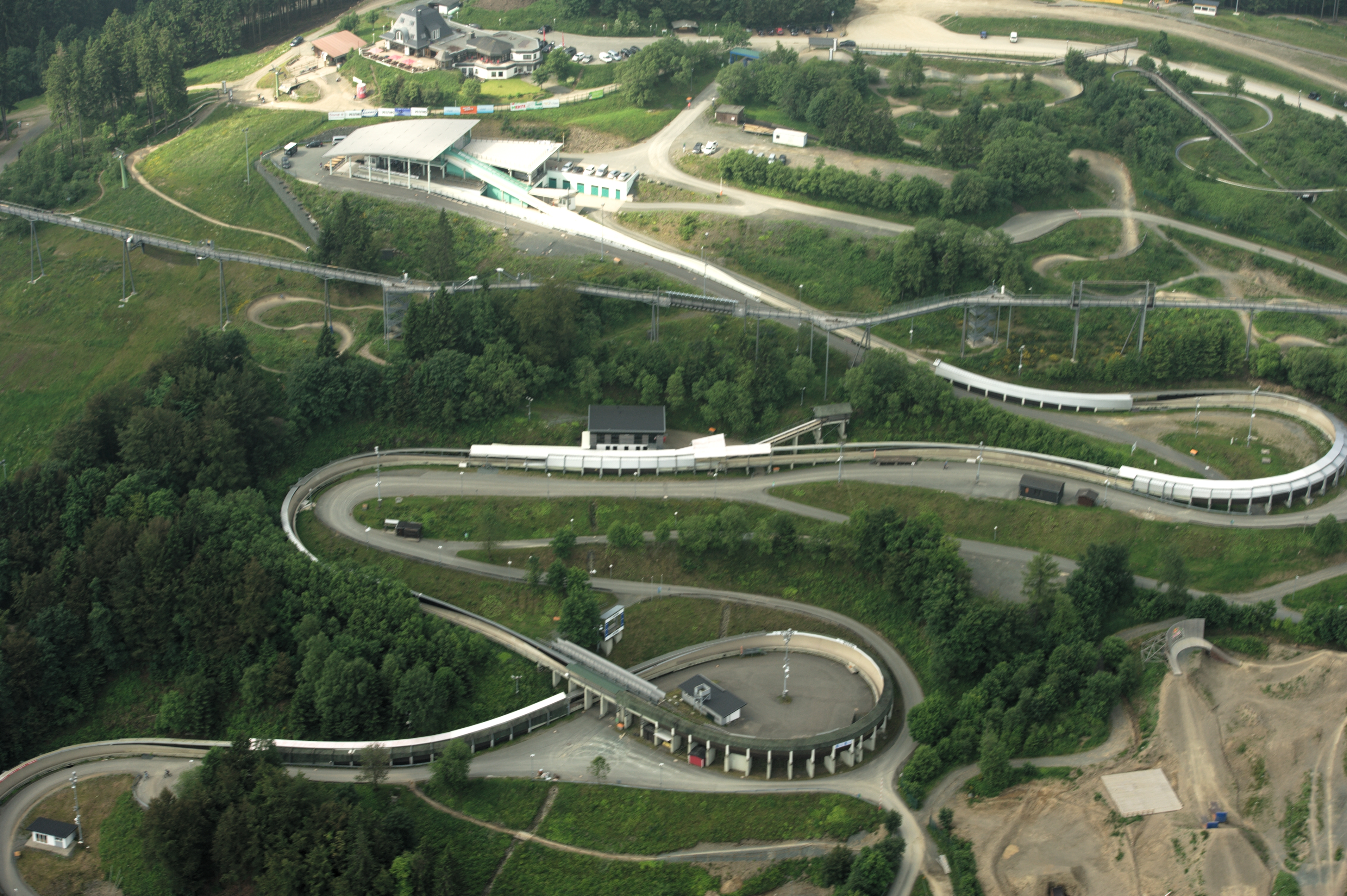
Pista di Winterberg, in Germania
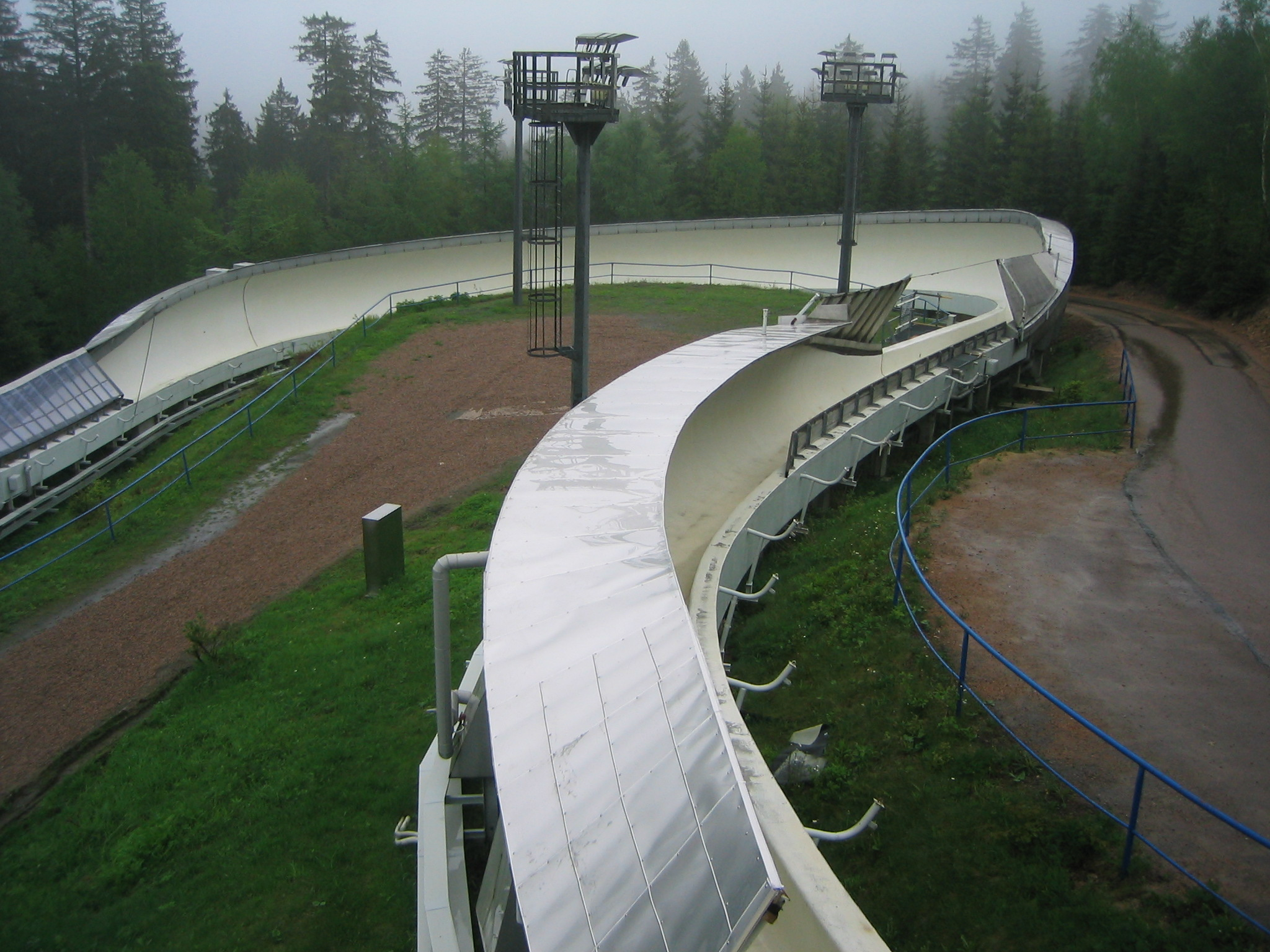
Curva Omega, pista di Altenberg, in Germania
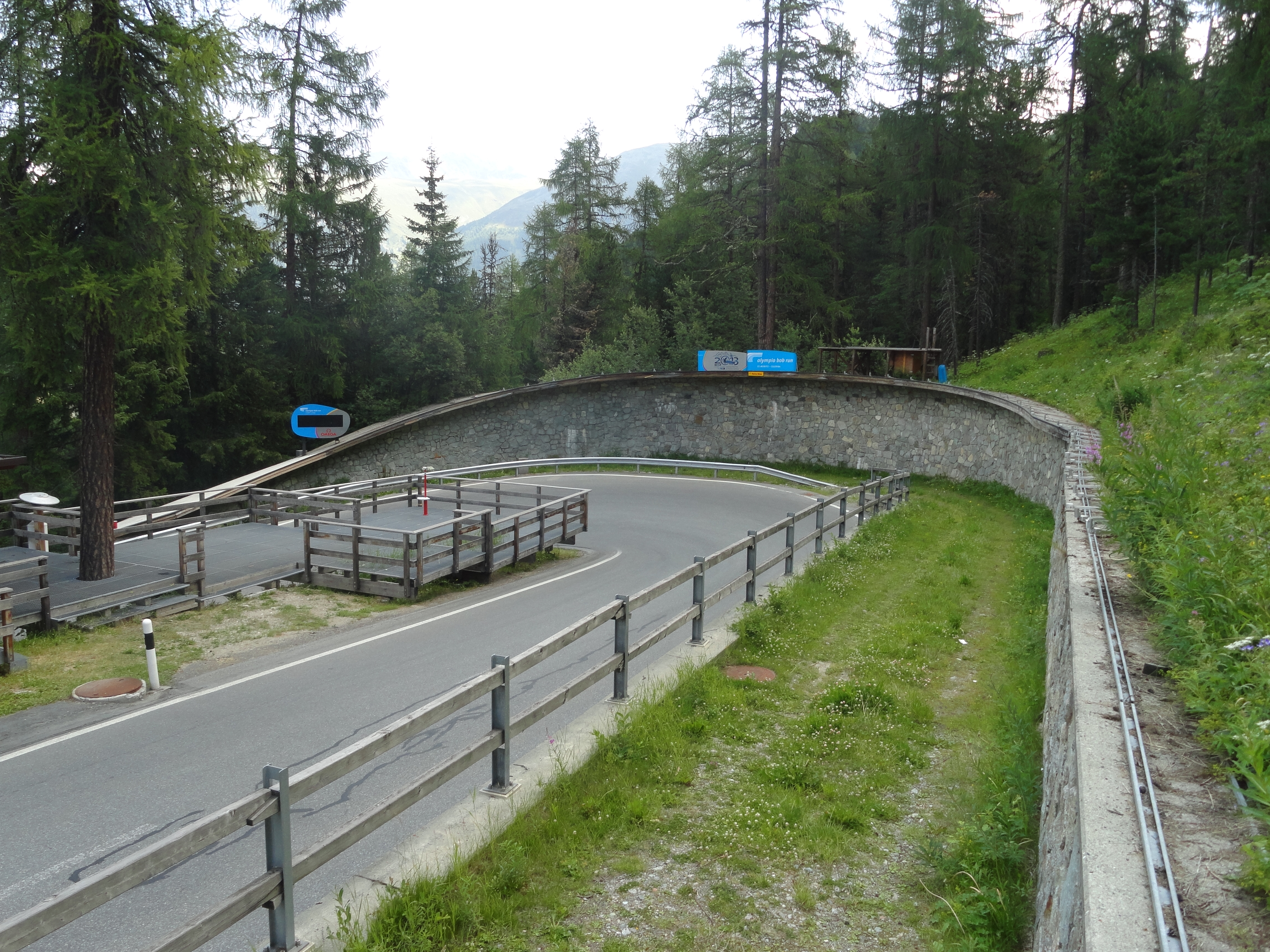
La curva "Horseshoe" in estate, sulla pista stagionale di Sankt Moritz-Celerina, in Svizzera
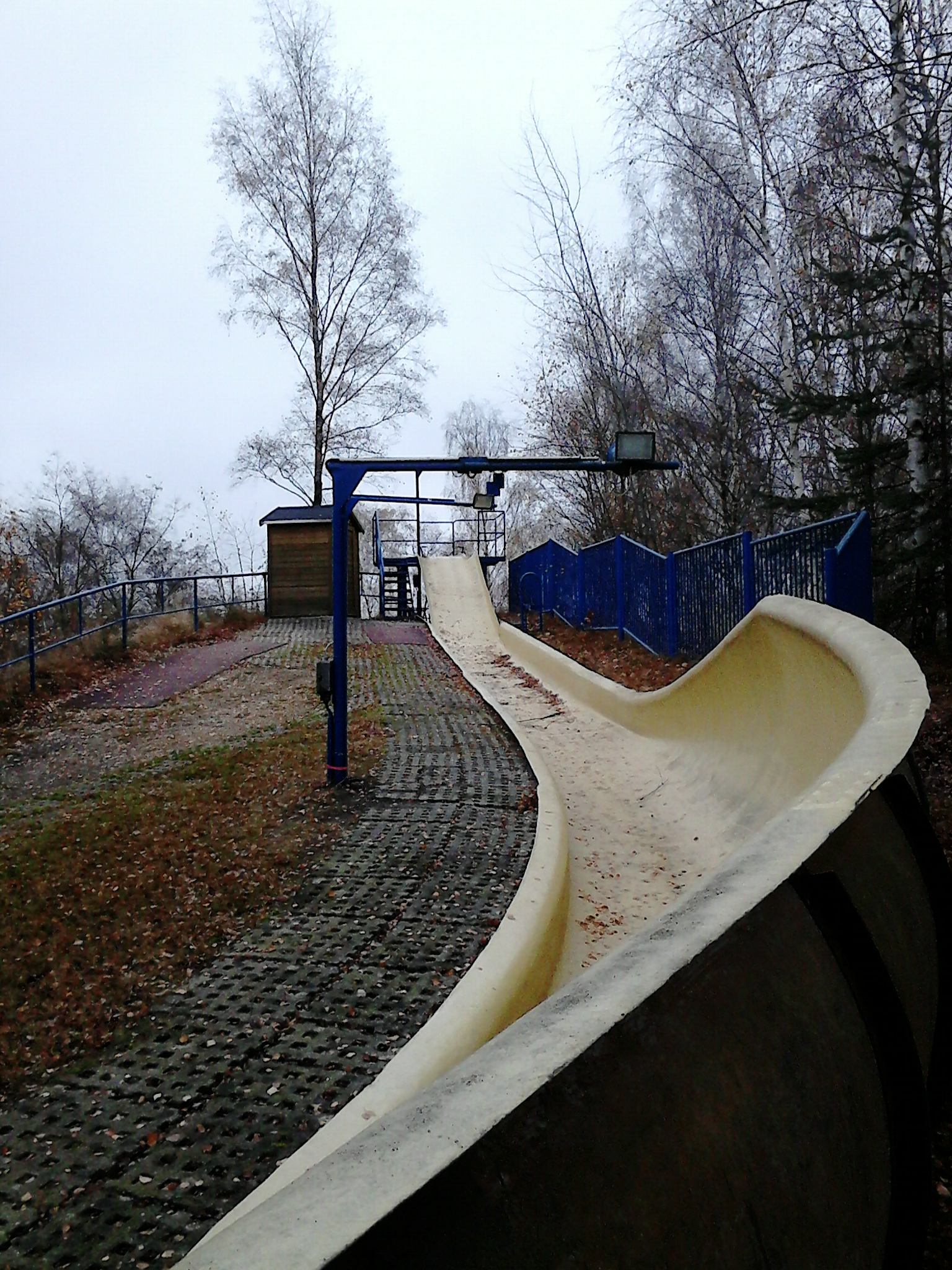
Rampa di partenza della pista sassone (ora dismessa) di Zwickau, in Germania